# Argamum (castrum)
Argamum (grec antic: Όργάμη, llatí: Argamum) era un fort de la província romana de Mèsia. És la primera colònia grega que els autors situen al Pont Euxí, segons una cita que Esteve de Bizanci fa d'Hecateu de Milet. S'ubica a l'actual Romania.
Al segle i es menciona Argamum quan era governador de Mèsia Mani Laberi Màxim, i es diu que dominava una zona rural. Durant les excavacions arqueològiques dutes a terme en aquell indret, es va descobrir la muralla d'època tardo-romana (segles IV-VI) i dues basíliques cristianes (segle vi).